# 曹城街道
曹城街道，是中华人民共和国山東省菏泽市曹县下辖的一个乡镇级行政单位。

## 行政区划
曹城街道下辖以下地区：
南关社区、北关社区、西城社区、北街社区、西街社区、东街社区、马山庄村、石庄村、西邵村、王乐田村、刘六庄村和八里庙村。

## 交通
- 京九铁路：曹县站